# Walter Behrens (Politiker)
Walter Ernst Hartwig Behrens (* 19. April 1889 in Hamburg; † 12. November 1977 in Friedrichstadt) war Kreisleiter der NSDAP in Kiel, Ratsherr und schließlich Kieler Oberbürgermeister.

## Leben

### Anfänge
Walter Behrens’ Eltern waren der Kaufmann Eduard Behrens und Emma Behrens, geborene Krull. Die Familie lebte im damaligen Stadtteil Barmbek. Behrens besuchte die Oberrealschule in Uhlenhorst und schloss 1908 mit der Hochschulreife ab. Anschließend machte er eine Banklehre bei der Commerz- und Diskontbank und arbeitete dann in deren Zentrale. Daneben hörte er Vorlesungen zu Finanzwissenschaft und Volkswirtschaft am Hamburger Seminar, 1912 ging er für ein Jahr nach Paris. Er ließ sich 1913 als Prokurist der Großhandelsfirma seines Stiefvaters in Kiel nieder, 1914 wurde er Teilhaber.
Wegen einer leichten Verkrüppelung seiner linken Hand kam er im Ersten Weltkrieg erst 1915 zum Landsturm und schied 1916 als Unteroffizier wieder aus. Ab 1922 hörte er einige Semester Staats-, Finanz- und Rechtswissenschaft an der Kieler Universität, 1924 übernahm er die Firma als Alleininhaber.

Zum 1. Januar 1931 trat Behrens in die NSDAP ein (Mitgliedsnummer 413.583) und wurde im Oktober 1931 Leiter der NSDAP-Ortsgruppe Ostufer. Im Mai 1931 wurde er Vorsitzender des Kreis-Untersuchungs- und Schlichtungsausschusses, des Parteigerichtes der NSDAP, ebenfalls seit diesem Monat gehörte er der SA an. Am 1. Juli 1932 wurde er NSDAP-Kreisleiter für Kiel.

### Oberbürgermeister in Kiel
Am 11. März 1933 besetzten Nationalsozialisten (SA, SS) und Angehörige des Stahlhelm (DNVP) das Rathaus und erklärten den erst 1932 auf zwölf weitere Jahre gewählten Bürgermeister Emil Lueken (DVP) und die sozialdemokratischen Stadtverordneten für abgesetzt. Die Nationalsozialisten hatten am 10. März die Absetzung Luekens beim Regierungspräsidenten erreicht. Daher konnte Behrens die Besetzung des Rathauses für „nicht illegal“ erklären.
Bei den Kommunalwahlen am 12. März 1933 errangen NSDAP (43 Prozent) und DNVP (Kampffront Schwarz-Weiß-Rot) die absolute Mehrheit. Auf die Nationalsozialisten entfielen 28 Sitze, die SPD 17, KPD 4, Schwarz-Weiß-Rot 5 und Volkswohl 4. Oberbürgermeister Lueken hätte also keinen Rückhalt in der Stadtverordnetenversammlung mehr gehabt. Da die KPD bereits reichsweit verboten war, verfielen die Sitze der Kommunisten ersatzlos.
Am 14. März erhielt Behrens die offizielle Bestätigung des Regierungspräsidenten zur Ausübung der kommissarischen Ausübung der Geschäfte des Oberbürgermeisters, bis die Stadtverordnetenversammlung ihn am 28. April zum Oberbürgermeister wählte. Infolge der Durchsetzung des Führerprinzips auch in Kiel verlor die Stadtverordnetenversammlung ihre ursprüngliche Beschlusskraft.
Behrens setzte sich dafür ein, dass das Alte Rathaus der Kieler Kameradschaft Bornhöved des NSDStB zur Nutzung überlassen wurde, wofür ihm die Kameradschaft 1942 die Ehrenmitgliedschaft verlieh.
Behrens blieb bis Kriegsende Oberbürgermeister. Am 4. Mai 1945 übergab er die Stadt den Engländern, am 14. Mai wurde er von ihnen abgesetzt und verhaftet.